# Fene (néprajz)
A fene valószínűleg a népi gyógyászatban kialakult, főnévi és melléknévi jelentésű, tisztázatlan értelmű szó.

## Jelentése
A Pallas nagy lexikona szerint jelentése vad, kegyetlen, gonosz, iszonyú, fertelmes, mint főnév különféle fekélyes, kiütéses sebekkel járó bőrbetegségek gyűjtőneve, amely „eszi, rágja a testet”. A lexikon feltételezi, hogy a szó valaha mitológiai jelentéssel is bírt. „Mint ilyen a betegségeket okozó, gonosz démonok sorába tartozhatott.” A Magyar néprajzi lexikon.  szerint – amely a szót finnugor eredetűnek tartja – erre szólásokból, szitkokból lehet következtetni. („Egye meg a fene. Vigye el a fene.”) Utóbbi lexikon kiemeli, hogy a fene gyakran szerepelt a farkas jelzőjeként.

## Fajtái
A népnyelvben a fene az alábbi betegségeket jelölhette:
- hidegfene (a csont megbetegedése)
- melegfene (végtagokon jelentkező bőrbetegség)
- rákfene (az arcon megjelenő bőrbetegség)
- farkasfene (herpesz)
- lépfene (sertésbetegség)

Egy – a Magyar néprajzi lexikon.  által idézett – 1798-as feljegyzés szerint a fene „kemény dagadás, de fájdalma igen nagy”. A Pallas nagy lexikona ezen kívül holtfene, folyófene, fészkesfene, feketefene, fityfene, fittyögösfene, fütykösfene betegségeket említ.